# Dwight James
Dwight James là một cầu thủ bóng đá người Barbados thi đấu cho Notre Dame, ở vị trí hậu vệ.

## Sự nghiệp
James thi đấu cho đội tuyển quốc gia Barbados từ năm 2004 đến năm 2007.